# Vlad II Dracul
Vlad II van Walachije (overleden, december 1447), ook bekend als Vlad Dracul (Nederlands: Vlad de Draak), was Vorst van Walachije. Hij regeerde van 1436 tot 1442 en opnieuw van 1443 tot 1447. Hij was de vader van Mircea II, Vlad de Monnik, Vlad III Dracula (ook bekend als de Spietser) en Radu III de Schone.
Vlad verkreeg de bijnaam Dracul in 1431, nadat hij opgenomen werd in de Orde van de Draak opgericht in 1408 door koning Sigismund, de latere keizer van het Roomse Rijk, als onderdeel om politieke voordeel te verkrijgen van de katholieke kerk en als onderdeel om Walachije te beschermen tegen het Ottomaanse Rijk.
Vlad II Dracul was afkomstig uit het huis Drǎculesti of zelfs oprichter ervan en een zoon van Mircea de Oude I van Walachije, hij werd ervan verdacht enkele leden van het huis Dǎnesti vermoord te hebben, een dynastie die niet ver in lijn stond van het huis Basarab, het huis waar zijn vader toebehoorde. Vlad vergaarde veel macht toen hij terugkeerde uit ballingschap in Transsylvanië in 1436.
De identiteit van zijn eerste vrouw is onbekend gebleven. Zijn tweede vrouw, prinses Cneajna of Vasilissa van Moldavië, was de oudste dochter van Alexander de Goede en ze was de tante van de latere Stefanus III van Moldavië. Van zijn legitieme kinderen was Mircea de oudste; zijn moeder was Vlad Draculs eerste vrouw, wier identiteit onbekend is gebleven. Vlad de Monnik (Cǎlugarul) was een zoon van Vlad Dracul en een van zijn minnaressen, een vrouw van lagere adel genaamd Cǎltuna. Vlad Tepes en Radu waren kinderen uit het huwelijk van Vlad Dracul met Vasilissa van Moldavië.

## In literatuur
- Florescu, Radu R, Raymond McNally (1989) Dracula, Prince of Many Faces: His Life and His Times. Boston: Little, Brown & Co
- Bryce, Viscount James (1907), The World History: South-Eastern and Eastern Europe. London: William Heinemann.